# Calle de abolengo
Calle de abolengo, también conocida como Olivia, (título en inglés : Quality Street) es una película de 1937 realizada por RKO Radio Pictures. Fue dirigida por George Stevens y producida por Pandro S. Berman. Ambientada en la Inglaterra del siglo XIX, la película está protagonizada por Katharine Hepburn y Franchot Tone. La actriz Joan Fontaine hace una de sus primeras apariciones en cine (sin acreditar). 

## Sinopsis
Inglaterra, año 1805. Phoebe Throssel, que vive con a su hermana Susan en Quality Street, ha conocido al apuesto doctor Valentine Brown y espera su visita en casa, creyendo que le propondrá matrimonio. Sin embargo, Brown sólo quiere decirle que se ha alistado en el ejército y tiene que partir hacia el frente. Diez años más tarde, convertido en capitán, regresa inesperadamente y encuentra a Phoebe muy cambiada: con el propósito de rejuvenecer, se hace pasar por un personaje inexistente: Olivia, su propia sobrina. Brown cae rendido ante los encantos de la juvenil Olivia.

## Reparto
- Katharine Hepburn como Phoebe Throssel.
- Franchot Tone como Dr. Valentine Brown.
- Eric Blore como el sargento.
- Fay Bainter como Susan Throssel.
- Cora Witherspoon como Patty.
- Estelle Winwood como Mary Willoughby.
- Helena Grant como Fanny Willoughby (no acreditada).
- Florence Lake como Henrietta Turnbull (no acreditada).
- Joan Fontaine como Charlotte Parratt (no acreditada).
- Bonita Granville como Isabella (no acreditada).
- Clifford Severn como Arthur (no acreditado).

## Taquilla
Calle de abolengo fue un fracaso de taquilla, registrando una pérdida de $ 248,000, haciendo de esta, la cuarta película consecutiva de Katharine Hepburn en fracasar, para RKO Pictures que se agregó a la etiqueta de la actriz Hepburn como "veneno para la taquilla" por el grupo nacional de exhibidores de películas de 1938.